# Pechofen (Mitterteich)
Pechofen ist ein Dorf und zugleich Ortsteil der Stadt Mitterteich im Oberpfälzer Landkreis Tirschenreuth.

## Geschichte
Pechofen (Pechoven) wird um 1230 als Neugründung durch das Kloster Waldsassen genannt. Im waldsassischen Salbuch von 1400 wird Pechofen als Teil von Leonberg bzw. um 1440 von dem Landgericht Leonberg (später Landgericht Mitterteich) genannt. 1626 ist Pechofen nach Mitterteich eingepfarrt. 1560 und 1633 werden zu Pechofen jeweils neun Mannschaften gezählt. 1818 gehört Pechofen zum Landgericht Waldsassen. 1961 gehört Pechofen zum Landkreis Tirschenreuth und weist 14 Wohngebäude mit 71 Bewohnern auf.